# 고생물학 연대표
고생물학의 연대표 
- 기원전 6 세기 — 소크라테스 이전의 그리스 철학자인 콜로폰의 크세토파네스가 해양 생물의 화석으로 보아 지금은 마른 땅이 예전에는 물 속에 있었을 것이라고 주장했다.[1]
- 1027년 — 페르시아의 박물학자인 이븐 시나가 치유의 서에서 사물을 돌로 만드는 액체(succus lapidificatus)에 대한 이론을 펼쳐 화석의 암석성(stoniness)을 설명했다.[2]
- 1031-1095년 — 중국의 박물학자인 심괄은 타이항산맥에서 발견되는 해양 화석을 증거로 이용해 오랜 시간에 걸쳐 해안이 이동하는 지질학적 과정에 대한 추론을 하였고,[3] 옌안 시의 땅 속에서 발견되는 석화된 대나무를 이용해 점진적인 기후변화에 대해 논했다.[4]
- 1320-1390년 — 이븐 시나의 사물을 돌로 만드는 액체(succus lapidificatus)가 작센의 알베르트(Albert of Saxony)에 의해 정교해졌다.[2]
- 1665년 — 로버트 후크가 그의 책 미크로그라피아에서 규화목을 나무와 비교하고 규화목은 광물이 풍부한 물에 담가진 나무로부터 만들어졌다고 결론 내리고, 암모나이트와 같은 화석도 같은 방식으로 만들어졌다고 주장하여 화석의 유기적 기원에 대한 논쟁 및 멸종의 가능성에 대한 논쟁을 불러일으켰다.[5]
- 1669년 — 니콜라스 스테노가 어떤 종류의 암석은 물 속에 쌓인 여러 층의 퇴적물로부터 만들어졌으며 화석은 이 과정에서 묻힌 유기체의 잔해라고 기록했다.[5]
- 1770년 — 네덜란드의 마스트리히트 부근 채석장에서 거대한 동물의 화석화된 뼈가 발견되었다. 1808년에 조르쥬 퀴비에가 이것을 멸종한 해양 파충류라고 동정했으며 1822년에 윌리암 코니베어는 모사사우루스라는 이름을 붙였다.[6][7]
- 1789년 — 아르헨티나에서 커다란 동물의 골격이 발굴되었다. 1796년에 퀴비에는 이것이 현생 나무늘보와 유연관계가 있다고 밝히고 메가테리움이라는 이름을 붙였다.[8]
- 1796년 — 퀴비에가 현생 및 화석 코끼리에 대한 논문에서 맘모스는 살아있는 어떤 코끼리와도 다른 종이라는 것을 보였다. 퀴비에는 이것이 멸종이 실제로 일어났다는 것을 증명하며, 멸종은 격변에 의한 것이라고 주장했다.[9]
- 1800년 — 퀴비에가 바바리아에서 발견된 화석의 그림이 하늘을 나는 파충류라고 기록했다. 1809년에 이것을 프테로닥틸이라고 명명했다.
- 1808년 — 퀴비에와 알렉산드르 브롱니아트가 파리 분지의 지질학적 역사를 재구성하기 위해 다른 층준에서 발견되는 화석들을 이용한 파리 분지의 지질학에 대한 기초 조사결과를 발표했다.[10]
- 1811년 — 메리 애닝과 메리의 동생 조셉이 라임 레지스에서 어룡의 화석을 발견했다.
- 1815년 — 윌리엄 스미스가 세상을 바꾼 지도, 즉 화석을 이용해 암석층을 대비한 잉글랜드, 웨일스 및 스코틀랜드 남부 지역의 최초의 지질도를 출판했다.
- 1821년 — 윌리엄 버클랜드가 사자, 코끼리, 그리고 코뿔소의 뼈가 발견된 요크셔의 커크데일 동굴을 조사하고 선사시대의 하이에나 굴이었다고 결론내렸다.
- 1821-1822년 — 메리 애닝이 라임 레지스에서 세계 최초의 플레시오사우루스를 발견했다.
- 1822년 — 기데온 맨텔이 공룡인 이구아노돈의 화석 이빨을 발견했다.
- 1822년 — 프랑스의 학술지 Journal de Phisique의 편집자인 앙리 마리 뒤크로테 드 블랑빌이 화석으로부터 고대의 동물 및 식물을 재구성하는 것을 가리키기 위해 "고생물학(paleontologie)"이라는 단어를 만들어냈다.
- 1823년 — 버클랜드가 고워 반도의 파빌랜드 동굴에서 사람의 골격과 맘모스를 함께 발견했으나 당시에는 이 화석이 인간과 맘모스가 공존했다는 증거로 받아들여지지는 않았다.[11]
- 1824년 — 버클랜드가 육식공룡인 메갈로사우루스의 아래턱을 발견했다.
- 1829년 — 버클랜드가 메리 애닝과 함께 라임 레지스 및 기타 지역에서 발견된 화석화된 분변을 동정하고 분석한 것에 대해 논문을 발표했다. 버클랜드가 이것을 가리키기 위해 분화석(coprolite)이라는 단어를 만들어내고, 고대의 먹이사슬을 분석하는 데 분화석을 사용했다.[12]
- 1831년 — 맨텔이 거대한 파충류가 지배적인 동물이었던 오랜 기간에 대한 증거들을 정리하여 "파충류의 시대"라는 제목으로 후대에 큰 영향을 끼친 논문을 발표했다.[13]
- 1832년 — 맨텔이 공룡 힐라에오사우루스의 골격 일부를 발견했다.
- 1836년 — 에드워드 히치콕(Edward Hitchcock)이 코네티컷의 쥐라기 지층에서 거대한 새의 발자국 (에우브론테스와 오토조움)을 보고했다. 후에 이것은 공룡 보행렬로 밝혀졌다.
- 1841년 — 해부학자인 리차드 오웬이 공룡을 파충류의 새로운 목으로 만들고 맨텔과 버클랜드가 발견한 이구아노돈, 메갈로사우루스, 그리고 힐라에오사우루스를 여기에 포함시켰다.
- 1841년 —  서로 다른 암석 층에서 발견된 화석의 종류에 기반한 최초의 전지구적인 지질학 연대표가 존 필립스에 의해 정의되었다. 존 필립스는 맨텔이 파충류의 시대라고 부른 시기를 가리키기 위해 중생대라는 단어를 만들어냈다.
- 1856년 — 독일의 네안데르 계곡에서 화석이 발견되고 요한 칼 풀로트와 헤르만 샤프하우젠은 이것이 현생 인류와 다른 종류의 인류라고 보았다. 몇 년 후 윌리엄 킹이 네안데르탈인이라는 이름을 붙였다.
- 1858년 — 미국 최초의 공룡 골격인 하드로사우루스가 발견되어서 이것을 조셉 라이디가 발굴하고 기재했다.
- 1859년 — 찰스 다윈이 종의 기원을 출판했다.
- 1861년 — 독일 바바리아에서 최초의 시조새 골격이 발견되었고, 파충류와 새의 중간 화석으로 인식되었다.
- 1869년 — 조셉 록키어가 과학 저널 네이처를 발간하기 시작했다.
- 1871년 — 오트니엘 찰스 마쉬가 미국 최초의 익룡 화석을 발견했다.
- 1874-77년 — 마쉬가 미국 서부에서 일련의 말과 화석을 발견하여 말의 진화 과정을 밝히는 데 공헌했다.
- 1877년 — 최초의 디플로도쿠스(Diplodocus) 골격이 콜로라도 캐넌 시티 부근에서 발견되었다.
- 1891년 — 유진 뒤부아가 인도네시아에서 자바원인(호모 에렉투스)의 화석을 발견하였다.
- 1901년 — 석유지질학자인 윌리엄 워렌 오르쿳이 위스컨신 빙하기 포유류의 잔해가 풍부한 남부 캘리포니아의 라 브레아 타르 핏에서 최초로 화석을 발견하였다.
- 1905년 — 티라노사우루스가 헨리 페어필드 오스본에 의해 기재 및 명명되었다.
- 1909년 — 버제스 셰일의 캄브리아기 화석이 찰스 둘리틀 월콧에 의해 발견되었다.
- 1912년 — 대륙이동설이 알프레드 베게너에 의해 제안되었다. 이것은 후에 판구조론으로 발전하여 화석에 의해 밝혀진 고대 생물지리학의 여러 패턴을 설명하게 되었다.
- 1912년 — 찰스 도슨이 영국에서 필트다운인을 발견하였다고 발표했다. 1953년에 조작되었다는 것이 밝혀지기 전까지 필트다운인은 고인류학에 혼돈을 초래했다.[14]
- 1912-15년 — 스피노사우루스(Spinosaurus)가 북아프리카에서 발견되어 지구상에 살았던 육상 포식자 중 가장 큰 것으로 생각되었다.
- 1920년 — 앤드류 더글라스가 연륜연대학 (나무의 나이테로 연대를 알아내는 방법) 을 제안하였다.
- 1924년 — 레이몬드 다트가 남아프리카에서 채석장 인부에 의해 발견된 타웅 아이를 조사하고 오스트랄로피테쿠스 아프리카누스라고 이름붙였다.
- 1944년 — 조지 게이로드 심슨이 진화의 템포와 모드를 출판하여 현대 진화 종합설에 고생물학을 통합하였다.
- 1946년 — 레지날드 스프리그가 호주에서 에디아카라 생물군의 화석을 발견했다. 1960년대에 마틴 글래스너가 이들의 연대가 선캄브리아 시대라는 것을 밝혔다.
- 1947년 — 윌라드 리비가 탄소동위원소 연대측정 방법을 소개했다.
- 1953년 — 스탠리 A. 타일러가 약 20억 년 전, 선캄브리아 시대의 스트로마톨라이트를 만들었던 남세균으로부터 형성된 건플린트 처트에서 미화석을 발견했다.
- 1967년 — 폴 S. 마틴이 과잉살해 가설, 즉 북아메리카의 플라이스토세 거대동물군의 멸종이 아메리카 원주민의 과도한 사냥 때문에 일어난 것이라는 가설을 제안하였다.
- 1972년 — 나일스 엘드리지와 스티븐 제이 굴드가 대부분의 종의 진화적 역사는 오랜 기간 동안의 정체상태와 상대적으로 짧은 기간 동안의 급격한 변화로 이루어진다고 주장하는 단속평형설을 제안하였다.
- 1974년 — 도날드 조한슨(Donald Johanson)과 톰 그레이(Tom Gray)가 350만 년 된 40% 가 보존된 여성 호미니드 화석을 발견하여 루시라고 이름붙였다.
- 1980년 — 루이스 알바레즈, 월터 알바레즈, 프랭크 아사로, 그리고 헬렌 미셸이 알바레즈 가설, 즉 혜성이나 소행성이 6600만 년 전에 지구에 충돌하여 비조류 공룡의 멸종을 포함하는 백악기-팔레오기 멸종 사건을 일으켰으며 K-T 경계에 이리듐이 풍부한 지층을 만들어 냈다는 가설을 제안했다.
- 1982년 — 잭 셉코스키와 데이비드 M. 라웁이 해양 무척추동물 화석기록을 통계적으로 분석해 반복되는 (아마도 주기적인) 멸종 사건의 패턴을 보였다.
- 1984년 — 호우 시엔광이 중국의 윈난성에 있는 마오티엔샨 셰일 캄브리아기 화석지를 발견했다.
- 1993년 — 조하네스 G.M. 테위센과 사예드 타세르 후세인이 파키스탄에서 물과 뭍 양쪽을 오갔던 고래의 조상 암불로케투스 화석을 발견하였다.
- 1996년 — 리 유민이 중국의 랴오닝성에서 깃털의 증거를 보여주는 수각류 공룡인 시노사우롭테릭스를 발견하였다.
- 2004년 — 육기어류와 네발동물의 중간형태인 틱타알릭이 테드 대슐러, 닐 슈빈 그리고 파리쉬 젠킨스 2세에 의해 캐나다에서 발견되었다.
- 2009년 — 콜롬비아 라 구아지라 세레혼의 석탄 광산에서 티타노보아(Titanoboa)가 발굴되어 팔레오세 적도의 기온이 오늘날보다 높았으리라는 증거를 제시해 주었다.[15]

## 같이 보기
- 생물학의 역사
- 지질학의 역사
- 고생물학의 역사